# Giuseppe Civati
Giuseppe Civati dit Pippo Civati (né le 4 août 1975 à Monza) est une personnalité politique italienne, ancien membre du Parti démocrate.

## Biographie
Élu député lors des élections générales italiennes de 2013, Pippo Civati annonce vouloir se présenter au poste de secrétaire du PD lors du congrès d'octobre 2013. Opposant interne à Matteo Renzi et vigoureux détracteur du Jobs Act, il appartient à l'aile gauche de son parti. En juin 2015, il fonde Possibile, une dissidence du PD.

### Évolution dans les partis politiques
Dans un premier temps il siège au Mouvement pour l'olivier, de 1996 au 14 février 1998, puis chez les Démocrates de gauche, du 14 février 1998 au 14 octobre 2007. Il adhère au Parti démocrate du 14 octobre 2007 au 6 mai 2015, avant de rejoindre son parti Possibile depuis le 21 juin 2015.